# Corsin Simeon
Corsin Simeon (* 29. März 1986) ist ein ehemaliger Schweizer Snowboarder aus S-chanf im Engadin. Sein Spitzname in der Szene ist cuga.
Im April 2007 wurde er Vize-Schweizermeister im Big Air in Zermatt sowie Initiator des Boarders Valley Teams im Engadin. Er wird unter anderem unterstützt von Nitro Snowboards, L1 Outerwear, Raiden Bindings, Gloryfy unbreakable, Clast Neckwear und dem Snowboardshop Playground in Paradise in St. Moritz.

## Erfolge
- 2006 Southside Tour 2006 Overall Winner, 1. Platz
- 2007 Stimorol Engadin Snow 2007 auf dem Corvatsch, 9. Platz BA
- 2007 Snowparktour 2007 in St. Moritz, 1. Platz SS
- 2007 Schweizermeisterschaft in Zermatt, 2. Platz BA
- 2009 Der goldene Eisprung in St. Moritz, 1. Platz BA